# チャイナエアライン120便炎上事故
チャイナエアライン120便炎上事故（チャイナエアライン120びんえんじょうじこ）とは、2007年（平成19年）8月20日に沖縄県那覇市にある那覇空港で発生した航空事故である。
台湾（中華民国）の台湾桃園国際空港発那覇空港行きのチャイナエアライン（CI/CAL）120便（ボーイング737-800型機）が、那覇空港到着直後にエンジンから出火し爆発、炎上した。事故機には乗員・乗客165名が乗っていたが、火災が広がる前に全員が脱出したため、機体は全焼したが死者や重傷者は出なかった。

## 事故当日のチャイナエアライン120便

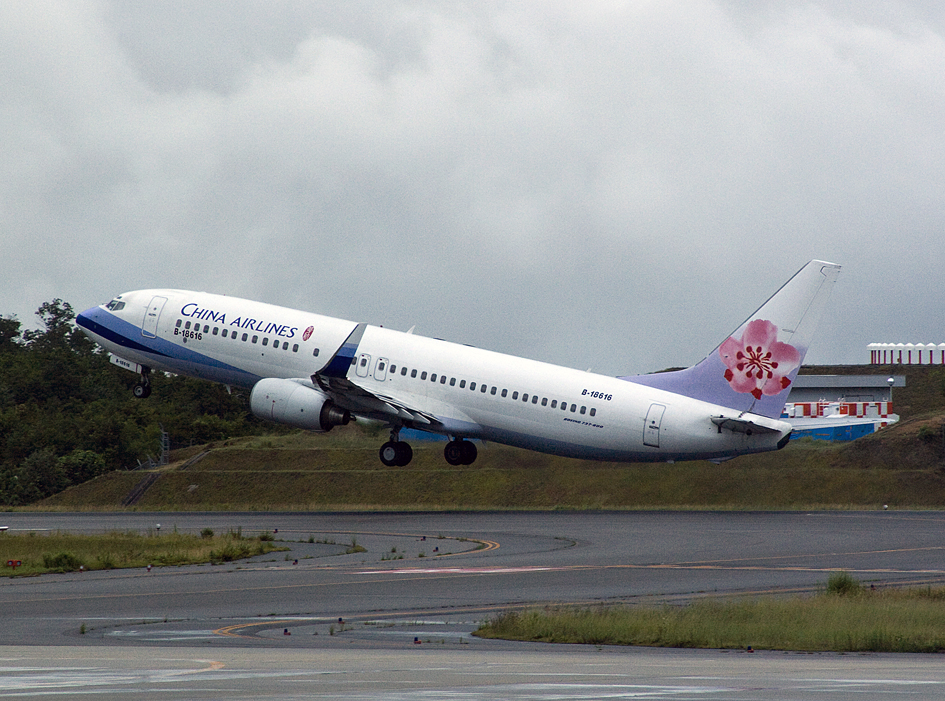
2006年に広島空港で撮影された事故機（ボーイング737-800型機 B-18616）

- 使用機材：ボーイング737-800型機（機体記号B-18616、2002年製造）
- コールサイン：ダイナスティ（Dynasty）120
- フライトプラン：桃園県・桃園国際空港現地時間午前8時15分（日本時間9時15分）発、那覇空港午前10時45分着
- 乗務員
  - コックピットクルー：48歳の機長と26歳の副操縦士の2名
  - 客室乗務員：6名（うち1名は日本人）
- 乗客：155名、および座席の割り当てを受けず乗客名簿に記載されない乳幼児2名
  - 内訳：台湾（中華民国）籍110名、日本国籍23名、その他の国籍24名

## 事故概要
（以下、時刻表記は日本標準時である）
チャイナエアライン CAL120便は、午前10時27分に那覇空港滑走路18に着陸後、41番スポットまでタキシングしたが、その途中で機体右側の第2エンジンから煙が出ているのを管制官が目撃した。また地上にいた整備士は41番スポット到着前に第2エンジンの外側の主翼の付け根付近から燃料が漏れているのを確認。整備補助者に「燃料だ」と伝えた。直後にエンジン後方で地面に漏れた燃料に火が付いたのを視認し、機首に向かって走り操縦席の前方で両手を動かし「エバキュエーション」（脱出）のジェスチャーを取った。ランプ・コーディネーターは整備補助者の指差した先のジェット燃料の漏れおよび出火を視認しハンディ無線機（空港無線電話機）にて消火を要請した。整備補助者はエンジン停止後、前輪の車輪止めをセットし機体のインターホンをONにした後、主脚の車輪止めをセットしようと第2エンジンの空気取入口近くまで接近したところ爆発音とともに炎を視認し、一旦接近指示を出していた燃料補給車・ベルトローダーを下がらせ、機体左側ドアに接舷していたステップカーも下がらせた。その後インターホンにて機長に第2エンジンの出火を通報し消火と緊急脱出とを要請した。機体は午前10時31分57秒に41番スポットに停止し、10時32分00秒に両エンジンを停止している。しかしながら乗客の緊急脱出中に漏出した燃料が激しく炎上し、3度にわたり爆発した。事故調査報告書によると第2エンジンの出火時刻は午前10時32分53秒ごろと推定されている。火は地上に流れ出た燃料に燃え広がった後、風下にあたる機体左側にも燃え移り、機体全体が爆発・炎上した。飛行場を管理する航空自衛隊那覇基地は所属消防小隊を出動させ破壊機救難消防車で消火にあたった。そのほか空港内の航空局消防隊、管轄の那覇市消防本部、さらに浦添市、糸満市、豊見城市、東部消防組合、島尻消防・清掃組合の各消防本部からも消防隊が出動し、火はおよそ1時間後の午前11時37分に消し止められたが、機体は大破しほぼ全焼した。
乗客は全員が機外へ脱出し死者は出なかった。脱出に要した時間については国際基準である「90秒ルール」（英語版参考記事）は守られたということにはなっているものの微妙な食い違いがあり、正確な時間は不明である。チャイナエアラインは60秒としているが、国土交通省の報告は約2分としている。爆発時まで機内に残っていた運航乗務員2名のうち、副操縦士はコックピットの左の窓からの脱出を試みたが既に炎が強く、右の窓から身を乗り出したところでためらい、その後に起きた爆発のショックを受けて地面に落下した。最初の爆発の際、操縦席は爆風の直撃を免れており、直後に機長も飛び降りた。このような際どい場面もあった他、乗客の男性と女児が脱出後に気分が悪くなり計3名が脱出後に病院に搬送され、また自力で病院に行った者等が4名いた。これら計7名はいずれも軽症だった。また客室乗務員1名が爆風で転倒し、事故発生時現場に居合わせた地上の整備員1名が負傷した。地上業務をチャイナエアラインから委託されていた日本航空（以下JAL）系列の日本トランスオーシャン航空 (JTA) やその他のJAL系列会社の地上職員が脱出の手助けを行った。なお避難した乗客乗員は国際線ターミナルビル・国内線ターミナルビルへと分かれて避難したため那覇市消防による機内捜索が11時00分から29分にかけて3回行われた。中華航空職員が乗客乗員全員の無事を確認したのは午前11時33分であり、消火活動開始前に退避を完了していた。
また、機長は避難誘導の機内アナウンスを行わず、直接乗務員に避難を指示させた。これについて機長本人は適切な判断だったとしているが、日本のマスコミは誘導方法として問題があると評した。
この事故を受けて那覇空港は一時滑走路が閉鎖されたが、事故当日の午前11時頃までに規制は解除された。事故発生の際、那覇空港事務所が那覇市消防本部への119番通報を失念していたことが後日判明し、そのため近くの瀬長島にいて事故を目撃した非番職員によって那覇市消防本部に初めて連絡が入り、消防が出動している。

## 報道体制
日本放送協会（NHK）の総合テレビとテレビ東京を除く各キー局では、報道特別番組を編成して対応した。第89回全国高等学校野球選手権大会のテレビ中継（準決勝第一試合、広陵 - 常葉菊川）を行っていたNHKと朝日放送では、NHKではもともと一部時間帯で放送されている教育テレビでの放送に一時振り替え、朝日放送では一時中断して関連ニュースを放送した。各局のニュースでは140便・676便・642便・611便など、チャイナエアラインの過去の事故と併せて報道した。
炎上事故が起こった場所が国内線ターミナルビルの北ウイングに面していて、同ウイング2階にある搭乗待合室や同ターミナルビル3階の見学者デッキからよく見える場所だったため、ビデオカメラや携帯電話で事故の様子を撮影していた利用客や送迎客がおり、これらの映像が提供され事故当日の午後以降のニュース番組などで放映された。
また、那覇空港近くの沖縄都市モノレール本社にウェザーニューズがお天気カメラとして設置している定点カメラ（那覇空港LIVEカメラ、1分毎の画像を同社グローバルセンターに電送している）に、爆発後の黒煙が鮮明に写っており、事故当日のテレビ朝日系列『スーパーJチャンネル』で放送され、ウェザーニューズ公式サイトでも画像が公開された。
全国FM放送協議会（JFN）加盟FMラジオ局では事故発生時にTOKYO FM制作『赤坂泰彦のディア・フレンズ』を放送しており、番組の途中でこの事故に関するニュースが流れ、番組終了後にJFNCのSwitch!や各局のローカル番組の冒頭で再度この事故に関する速報をパーソナリティが伝え、その後も各局のニュース枠で報道を続けた。

## チャイナエアラインの対応
チャイナエアラインは事故当日の夜に記者会見を行い、事故を起こした事について謝罪を表明した。翌21日に社長が来日し、まだ沖縄に滞在していた乗客に見舞金として一人につき$100（当時の為替レートで約11,500円 ）を渡した。また、23日に、荷物の補償金を支払うと表明した。
また、捜査当局の許可を得て、8月21日に事故機の会社標識（尾翼の梅の花のマーク）や社名（CHINA AIRLINESのロゴ）を許可を得て白く塗りつぶした。これは、座礁や事故を起こした民間船舶が煙突部分の標識（ファンネルマーク）を塗りつぶすのと同じく、航空機においても国際的な慣習となっている。しかし、日本の報道機関はこの習慣について触れず「企業イメージの低下を避けようとしている」と批判的に報じた。
同社の本社が所在する台湾では、迅速な対応を行い死者を出さなかった機長を英雄視している。2007年8月22日（台湾標準時）には副総統の呂秀蓮が「（避難誘導で見せた）機知と態度をみんな学ぶべきだ。最高の敬意と感謝を伝えたい」と賞賛し、中華民国総統府にて機長や客室乗務員に対し記念カップを贈った。
一方、チャイナエアラインの対応について日本のメディアは批判的な立場をとった。特に『真相報道 バンキシャ!』は事故後1週間にわたり乗客に取材して事故の様子を再現・検証し、「煙が出て炎が上がっているにもかかわらず、乗務員は席に戻って座るように指示した」「機内放送装置を使った中国語・英語・日本語による避難誘導アナウンスは聞こえなかった」「非常口を開けるように要請したが客室乗務員はすぐに対応しなかった」「脱出時に滑り降り方などの説明がなかった」等の証言を紹介して、整備不良の問題のみならず、乗務員の安全に関する意識の欠如や訓練不足について指摘している。一方で「炎上している中で緊急脱出を最優先させるために、機内放送装置を使った複数言語による避難誘導アナウンスをすることや滑り降り方の説明は物理的に難しかったのではないか」という他社客室乗務員からの指摘もある。

## 原因調査
事故発生当初から最初に燃料漏れと発煙が確認された事が報じられていたため、燃料漏れの原因に関心が寄せられた。

### 当初指摘された説
各メディアや専門家は事故原因を巡り当初、様々な説を唱えていた。
原因をエンジン火災に求める観点から、乗務員がエンジンの発火を認識して停止操作や消火操作を行ったか、あるいは燃料を送り出すポンプの作動を止める操作を行ったかについて注目する指摘もあった。事故後の事情聴取で運行乗務員らが火災の通報をうけてエンジン停止、消火処置を施したと証言し、8月24日に発表されたボイスレコーダーの解析結果で、この主張が裏付けられた。
パイロットたちはタイヤが破裂、ないしは発火したのではないかと推測した。
やがて、地上整備員による最初の目撃証言が広く伝えられ、発火・爆発の原因として機体からの燃料漏れに注目が集まった。右翼の燃料漏れと、右側主翼下第2エンジンの発火を2人の整備員が目撃しており、東京大学の加藤寛一郎名誉教授は「漏れた燃料が高温になり、それが空気と混合されたときに爆発したことも考えられる」と述べており、各メディアもこの説を広く報じた。燃料漏れが発生した右側主翼下第2エンジンは、激しく炎上した左側主翼下第1エンジンとは別である。
燃料漏れは、長時間の飛行によって生じる機体の腐食、亀裂などが原因となることが多い。しかし、最新鋭の機種であり、「まだそれほど長時間は飛行していないボーイング737-800に、そのような危険性はあり得ない」とする意見もあり、機体の燃料漏れについては、エアトランサット236便滑空事故のような、整備時の部品交換のミスによる可能性も指摘された。
また、最初に燃料漏れを目撃した整備員が、パイロンと翼の接合部分付近から燃料が滝の様に噴出していたと証言したことから、燃料パイプのうち太い個所が外れて、そこから大量の燃料が流れ出た可能性が指摘された。あるいは、コンコルド墜落事故の事例に見られる様に滑走路走行中やタキシング中に路面の異物をタイヤで巻き上げ、燃料タンクやパイプに当たって穴が空いた可能性も指摘された。出発時の燃料搭載量と到着時の残量からみて飛行中に燃料が漏れていたとは考えにくく、着陸後に配管に何らかのトラブルが生じたとの見方もあった。

### 「ボルト脱落」

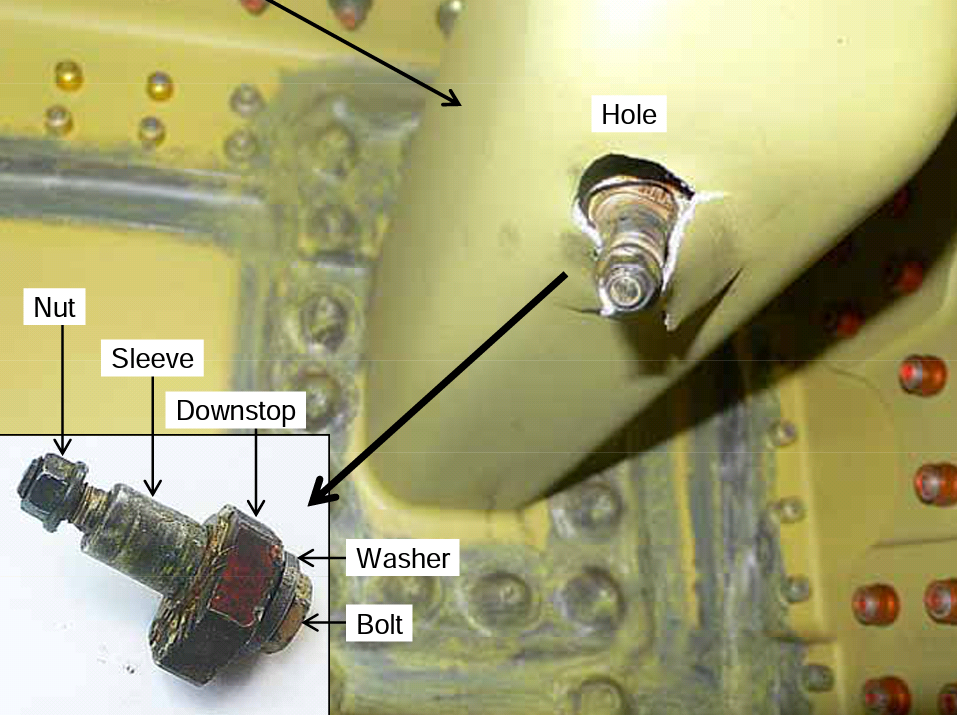
タンクに突き刺さったボルト

8月23日に行われた国土交通省航空・鉄道事故調査委員会の記者会見では、タンクに外からボルトが突き刺さって壁面が裂けている様子をタンク内部から写した写真が公開され、翼のスラットのアーム（駆動機構）の先端部分が破断して脱落したボルトが何らかの理由で燃料タンクを突き破り大量の航空燃料が漏れ、排油口を伝ってエンジン部分で噴霧状態になり、エンジンの余熱で発火・炎上したのが主な原因とした。「ボルト脱落」について、整備士や専門家からは通常ではありえない事故原因だという指摘も出た。
翌24日に、ボルトに付けるべきワッシャ・ダウンストップ・ストップロケーションが外れていたこと、また、アームの穴よりもボルトの頭・ナットの大きさが小さく、ワッシャ等が無いとボルトが穴を通り抜けて脱落する可能性があることが報じられ、脱落したボルトがアームに押されて燃料タンクを突き破ったとする見方が強まった。
ボルトの脱落原因が設計に起因するものか製造時に起因するものか、あるいは整備不良なのかは引き続き調査されることになったが、ボーイング737型機では設計上の要因が元になっていると思われる同様のボルト脱落が過去に2件起きており、これを受けて2005年に製造元のボーイング社が航空各社に注意喚起の文書を送付していたことも判明した。
また、今回の事故を受けて国土交通省は、ボーイング737の同系列機（737-700、同-800）を運航するエアーニッポン（全日空（ANA）便名でも運航）とJAL 、スカイマークの国内各航空会社に対してボルトの取付け状態を確認する旨の耐空性改善通報を出したが、8月30日に国土交通省は、エアーニッポンのボーイング737-700型機においても、事故機で外れていたのが確認されたのと同じワッシャが欠落していたと発表した。
同様の検査はアメリカでも行なわれたが、サウスウエスト航空などの複数の航空会社に所属する同型機で、同じような不具合が複数機から見つかった。

### 最終報告
2009年8月28日に、事故を調査していた国土交通省運輸安全委員会が報告書を公表した。調査報告書によると、事故機が那覇空港に着陸後にスラットを格納した際、右主翼の一番内側に位置する第5スラットの内側にあるトラック・カンに破孔が生じて燃料が主翼外へと漏れだし、事故機がスポットで停止した後に漏れ出た燃料が高温になっていたエンジン後部に接触して引火、火災が発生したものと推定した。

## 過去の類似事故
飛行中に燃料漏れで火災を起こし墜落した事例は過去にもあるが、この事故のように、着陸後に駐機場まで自力で移動してから燃料漏れで火災が発生し機体が大破した事例は極めて稀である。以下に、駐機中の火災もしくはボルトの脱落に起因する事故を例示する。

### 駐機中の火災の事例
- 2001年3月3日に、タイ・バンコクのドンムアン国際空港に駐機していたタイ国際航空114便（英語版）（ボーイング737-400型機）の燃料タンクが爆発し火災が発生した。出発の準備をしていた客室乗務員1人が死亡、6人が負傷した。当時のタクシン・シナワット首相がこの機に搭乗予定であったため、当初は機材の故障とテロの両方の可能性が疑われた。
- 1990年12月に沖縄県の下地島空港で訓練飛行機材であった全日空のボーイング747が駐機中にエンジンから出火してエンジン1機が焼失する事故を起こしていたという。この事故は運輸省（当時）から航空事故の指定を受けていないため公的調査は行われなかったが、全日空の独自調査で部品の擦りあいによって燃料パイプに穴が空き、エンジンに燃料が降り注いだため火災が発生したことが判明している[37]。

### ボルト脱落の事例
- 1957年3月14日に、アムステルダムからマンチェスターに向かっていた英国欧州航空411便（ビッカース バイカウント701ターボプロップ機）が、右翼フラップに装着されていたボルトの座金が工作不良のため疲労破損したため、フラップの誤作動を引き起こし着陸直前に墜落。乗員乗客20人全員と地上の2人が死亡した。
- 1999年2月24日に、中華人民共和国の国内線として運航されていた中国西南航空4509便（ツポレフTu-154）が浙江省瑞安の空港へ着陸進入中であった高度1000mでフラップを下げたところ、主翼のセルフロックナットが外れ、ボルトが抜け落ちた。そのためピッチ角の制御を喪失して操縦不能に陥り墜落し、乗員乗客61人全員が死亡した。整備不良が原因とされた。

## 映像化
- メーデー!:航空機事故の真実と真相 第14シーズン第4話「Deadly Detail（日本語版タイトル：沖縄での炎上事故）」 - この放送では、燃え盛る事故機をターミナルビルから撮影した男性の証言も放送された。
- ディスカバリーチャンネル（｢大惨事の瞬間2｣で全員が脱出するまでの90秒間の様子を放送した）
- 日本を変えた!あの重大事件の新事実〜衝撃事件の現場に知られざるヒーローがいた〜（TBSテレビ、2019年12月9日）